# 読売新聞オンライン
読売新聞オンライン（よみうりしんぶんオンライン）は、読売新聞東京本社が運営する日本のニュースサイトである。
旧名称はYOMIURI ONLINE（ヨミウリ オンライン、略称はYOL）。2019年2月1日にYOMIURI ONLINEと有料会員制のサービス「読売プレミアム」を統合し、名称を「読売新聞オンライン」に改めサービスを開始した。

## 概要
YOMIURI ONLINEは報知新聞やyorimoと合わせて、約1800万人/月の読者を持つ。「ニュース」「マネー･経済」「スポーツ」など16のカテゴリに分かれており、オンラインショッピングの「読売ダイレクト」も併設している。女性向けのカテゴリである「大手小町」では電子掲示板の発言小町を運営している。ニュースサイトの運営は読売新聞社のメディア戦略局が行っており、コンテンツの一部も製作している。
「ニュース」カテゴリは「政治」「選挙」「社会」など14のサブカテゴリで構成されており、「総合トップ」や「新着順」で一覧することができる。記事は「速報ニュースが1週間、その他はおおむね1年」掲載する。2012年に始まった「YOMIURI PREMIUM」は読売新聞本紙の購読者向けの有料サービスで、追加料金を払うと「スキャナー」や「編集手帳」「人生案内」などの読売新聞本紙のコンテンツを閲覧できる。PREMIUMは、タブレットやスマートフォンに対応している。
YOMIURI ONLINEはYahoo!ニュースのようなポータルサイトに記事を配信している。また、メールマガジンの「YOLメール」 やRSS などで見出しの配信も行っている（RSS配信は2014年3月末で終了）。最近はソーシャルメディアを活用しており、YOMIURI ONLINEのみでも15個のTwitterアカウントを運営している。Yomiuri Onlineのフォロワーは約32万人（2014年6月）いるが、毎日jpや朝日新聞デジタルと違い、記者のアカウントを公開していない。
読売新聞グループ本社代表取締役会長の渡邉恒雄は、YOMIURI ONLINEを紙の新聞を補完するメディアとして位置付けている。YOMIURI ONLINEは、ディープリンクや見出しの著作権について厳しい態度をとった時期もあり、ビジネスモデルが不確かな新技術の導入には消極的だという。
2020年7月29日にはスマートフォン用のアプリが公開された。

## 特徴
他の全国紙の有料デジタル版サービスは、デジタル版単独の購読料もしくは紙媒体購読料に1000円程度の追加料金が必要な体系となっているが、読売新聞オンラインは、2019年のサービス開始以降2020年9月時点ではデジタル版単独での購読申込みは出来ず、紙媒体への追加料金もなく、紙媒体購読を前提としての「購読者への一律無料サービス」という体系となっている。
読売新聞の購読者には、販売店から読売新聞オンラインにログインするための招待状が届けられる。招待状が届けられた会員（読者会員）にはすべてのサービスが受けられるが、それ以外の会員（一般会員）には記事閲覧などの制限が付けられる（公式サイトを参照）。

## サービス概要
サービスなどの詳細は、公式サイトの 読売新聞オンラインのご紹介 を参照。
読売新聞オンラインの読者会員向けの主なサービスには以下のものがある。
- 1年間の記事検索[18]
- 紙面ビューワー（読売新聞各本支社〔東京・大阪・西部・北海道・中部・北陸〕発行の朝刊最終版1週間分の紙面[18]、夕刊は非対応）
- 全国46都道府県（沖縄県は除く）の地域版紙面ビューワー
- DAZNによる読売ジャイアンツ戦全試合の動画配信[19][20][21]（映像は日テレジータスが中継したものを使用）ならびにDAZNが制作したプロ野球・Jリーグなどの動画
- 日テレNEWS24のストリーミング配信・ニュース動画

## 沿革
- 1995年6月16日 - YOMIURI ONLINEを開設[22]。新聞社が運営する日本初の本格的なニュースサイトだったとされる[23]。
- 1999年10月 - 女性向け情報サイト『大手小町』開設に伴い、サイト内の質問投稿コーナー『発言小町』がスタート[24]。
- 2000年1月 - プラグインで縦書き記事を配信[25]。
- 2000年7月 - 広告配信による無料インターネット接続サービスを開始[26]。
- 2005年5月 - リニューアルを実施。ロゴを変更、YOLツールバー・辞書検索・トラックバックに対応、アクセシビリティと音声読み上げソフトに対応、映画情報・交通情報・ITmediaの記事掲載など[27]。
- 2005年10月 - Podcastingを開始[28]。
- 2005年12月 - 動画コーナー「G+映像」を強化[29]。
- 2006年1月 - ビデオポッドキャストを開始[29]。
- 2006年6月 - yorimoを開設。
- 2007年7月 - ボートマッチの「投票ぴったん2007」と連携[30]。
- 2007年8月 - リニューアルを実施。ランキング（キーワード、発言小町）の導入、記事の強化（速報ニュースと人生案内、写真・動画）、ショッピングを開設など[31]。
- 2007年9月 - 投稿サイトを開設[32]。
- 2008年1月 - マイメニュー機能を実装[33]、 読み比べニュースサイト『新s』を開設。
- 2008年5月 - ニュースクリップ機能を実装[34]。
- 2008年6月 - RSS配信を開始[35]。
- 2009年4月 - リニューアルを実施。レイアウト変更（3列構造）、地方発ニュース配信、記者コラムを開設[36]。
- 2009年6月 - twitterにkuragetアカウントを開設[37]、Yomiuri_Onlineアカウントを2010年1月に開設。
- 2010年11月 - ソーシャルボタンを導入[38]。
- 2011年10月 - Facebookのアカウントを開始[39]。
- 2012年5月 - 有料会員サービスの「読売プレミアム」を開始[40]。
- 2014年3月 - yorimoが終了[41]。
- 2014年4月 - リニューアルを実施。レスポンシブ・デザインおよびデザインカスタム機能を採用。ティッカーを新設。「読売KODOMO新聞」連動ページ「KOMODO」の開設など[11]。
- 2019年2月1日 - YOMIURI ONLINEと読売プレミアムが統合し「読売新聞オンライン」にリニューアル。紙媒体購読者にIDおよびパスワードが送付され追加料金なしで利用できるとしている[42]。
- 2020年7月29日 - スマートフォン用のアプリが公開された[17]。

## 「美術館女子」に関する問題
読売新聞東京本社は、2020年に美術館連絡協議会（事務局は東京本社内）と読売新聞オンラインとの共同プロジェクト「美術館女子」を立ち上げた。AKB48チーム8所属のメンバーが日本各地の美術館を訪れて、写真を通じ美術館や作品の魅力を伝える趣旨であった。第1弾として、小栗有以が東京都現代美術館を訪れて撮影された写真が同年6月12日に読売新聞オンラインで公開、翌日の読売新聞朝刊にも掲載された。読売新聞オンラインで公開された写真には、小栗が作品に背中を向けたものが多く作品に向かい合っていた写真は1枚だけであった。
ところが、このプロジェクトが写真公開とともSNS上において、「○○女子という言葉がジェンダーレスの意識を欠く」「美術館をインスタ映えの場でしか考えていない」「若い女が無知というレッテル貼り」などの批判を受け炎上。この批判・炎上を受け、同年6月28日までに「美術館女子」の公開を終了した。